# IRobot Roomba

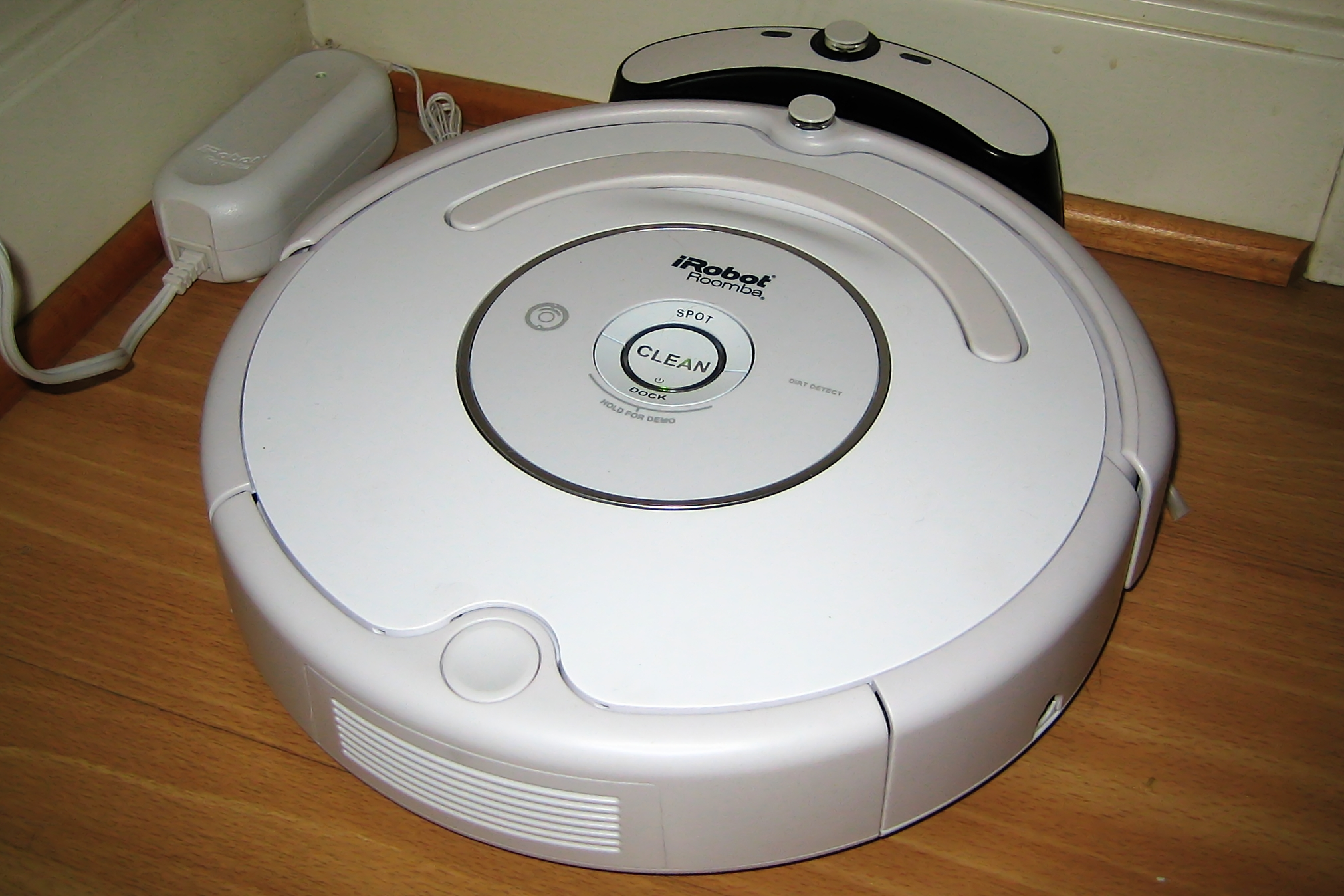
Roomba 530停靠在船塢，第三代型號/500系列

Roomba是iRobot的家用自動吸塵器系列。在一般的家庭環境下，它可以穿越障礙物並且最佳化吸塵打掃乾淨。Roomba於2002年首次發表。截止2011年2月，Roomba已賣出了6百萬台並已推出了四個世代。
當2022年時，iRobot在市場上販售的型號包括600, i3, j7和s9系列，並且持續提供過去機種耗材的販賣和支援。
 Roomba的特徵是集合感應器，防止它從樓梯上掉下來，碰到障礙物時改變方向並偵測地上汙垢。它有兩個獨立的電動轉輪。Roomba使用轉輪向前移動並且旋轉到其它方向。Roomba可使用擴充嵌入式電腦連接到其開放式介面時，並輕鬆勝任其它掃地機器人的工作。

## 簡介
所有的Roomba型號是盤形，直徑34厘米（13“）且高度小於9厘米（3.5英寸）。前半部分為一個大的接觸式傳感機械保險槓，頂部的前部中心設有全方位的紅外線傳感器。大多數型號頂部外殼上設有一個隱藏的提手。截止2012年，iRobot已推出了四個世代Roomba:分別是第一代的原始系列，第二代“發現”系列，第三代500系列和第四代600/700系列。
Roomba利用一對旋轉方向相反的電刷從地上撿起灰塵，灰塵隨後被真空吸塵機氣流引導到一個狹窄的縫隙以增加其速度，以便收集細粉塵。Roomba底部的右手邊設有側邊刷，負責將主刷無法吸到的灰塵掃入主刷。在第一代Roomba，真空器設於濾網之前，而後來的機型使用的風扇搭橋真空。Roomba使用鎳氫電池（NiMH）驅動，工作完成後必須插上牆上的電源適配器充電。第二代之後的Roomba可通過紅外信標引導自我充電，在停泊處充電需要大約3小時。

## 外部連結
- 爸爸乐轻松网專業Roomba論壇